# Immunsuppressivum
Immunsuppressiva sind Substanzen, welche die Funktionen des Immunsystems vermindern.
Immunsuppressiv wirkende Medikamente werden z. B. bei folgenden Indikationen angewendet:
- Prophylaxe von Abstoßungsreaktionen nach einer Gewebs- oder Organtransplantation
- Autoimmunerkrankungen oder Erkrankungen, deren Ursache eine Fehlfunktion des Immunsystems ist
- Entzündliche rheumatische Erkrankungen
- Schweres Asthma bronchiale
- Chronisch-entzündliche Darmerkrankungen
- Chronische Glomerulonephritis mit nephrotischem Syndrom
- Myasthenia gravis
- Autoimmunhepatitis
- Multiple Sklerose
- Schwere Psoriasis
- Thrombopenische Purpura

Diese Medikamente sind nicht ohne Nebenwirkungen und Risiken. Insbesondere bei den weniger selektiv wirkenden Substanzen kommt es zu einer durch die Hauptwirkung bedingten Einschränkung der Abwehrmechanismen, was das Infektionsrisiko steigert und die Vermehrung und Verbreitung maligner Zellen im Organismus erleichtert – also das Risiko einer Krebserkrankung erhöht.

## Wirkstoff-Gruppen
(Quelle:)

### Glucocorticoide
Glucocorticoide, wie beispielsweise Prednisolon oder Dexamethason, sind Bestandteil der meisten immunsuppressiven Therapieschemata. Sie wirken in sehr frühen Phasen der Immunreaktion und vermitteln ihre Effekte über verschiedene Mechanismen. Sie greifen in die Transkription von Zytokinen ein und unterdrücken damit deren Synthese. Dadurch hemmen sie die Aktivierung von Lymphozyten, vermindern die Entwicklung der Monozyten zu Makrophagen und hemmen die Phagozytoseaktivität der Makrophagen.

### Zytostatika
Die meisten Zytostatika wirken immunsuppressiv. Als Immunsuppressiva werden vor allem
- Cyclophosphamid,
- Methotrexat,
- Azathioprin,
- Mitoxantron und
- Mycophenolatmofetil

eingesetzt.

### Antikörper
Zur Immunsuppression stehen polyklonale und monoklonale Antikörper zur Verfügung. Zu den polyklonalen Antikörpern gehören polyklonale Antithymozyten-Globuline, die zur Prophylaxe von Abstoßungsreaktionen eingesetzt werden.
Aufgrund der bahnbrechenden Arbeiten von Milstein, Köhler und Jerne wurde in den letzten Jahrzehnten eine Vielzahl monoklonaler Antikörper entwickelt und in die Therapie eingeführt. Eine tabellarische Zusammenstellung findet sich unter Monoklonaler Antikörper.

### Calcineurininhibitoren
- Ciclosporin ist ein zyklisches Polypeptid aus 11 Aminosäuren, das aus dem Pilz Tolypocladium inflatum gewonnen wird. Es hemmt sowohl die humorale als auch die zelluläre Immunreaktion. Der in der T-Zelle gebildete Ciclosporin-Ciclophilin-Komplex hemmt die Aktivität der Proteinphosphatase Calcineurin und in der Folge die IL-2-Synthese und damit die T-Zell-Proliferation.
- Tacrolimus ist Makrolid-Lacton, das von Streptomyces tsukubaensis gebildet wird. Es wirkt, wie Ciclosporin, als Hemmstoff von Calcineurin, ist dabei aber potenter und hat ein günstigeres Nebenwirkungsprofil.
- Pimecrolimus ist ebenfalls ein Makrolid-Lacton, das strukturell mit Tacrolimus verwandt ist.

### TOR-Inhibitoren
- Sirolimus (Rapamycin) und Everolimus sind Makrolide. Das Actinobacterium Streptomyces hygroscopicus produziert Sirolimus, Everolimus ist ein Derivat von Sirolimus. Sirolimus und Everolimus hemmen den mTOR-Komplex (mammalian target of rapamycin), ein zentrales Steuerungsmolekül für die Zellvermehrung. Damit hemmen beide mTOR-Hemmer die Proliferation von B- und T-Zellen.

### Sonstige
- Belatacept, ein lösliches Fusionsprotein, das aus der extrazellulären Domäne des humanen zytotoxischen T-Lymphozyten-Antigens 4 (CTLA-4) und der Fc-Domäne des humanen IgG1-Antikörpers besteht.
- Fingolimod, eine synthetische Nachbildung des natürlichen Wirkstoffs Myriocin aus dem in der traditionellen chinesischen Medizin genutzten Pilz Isaria sinclairii. Die Substanz bindet indirekt an den Sphingosin-1-phosphat-Rezeptor (S1P-Rezeptor) und veranlasst dadurch T- und B-Zellen sich aus dem Blutsystem in die Lymphknoten zurückzuziehen.
- Fumarsäuredimethylester wirkt auf bislang nicht exakt bekanntem Weg immunmodulierend und ist bei Psoriasis und Multipler Sklerose zugelassen.
- Opioide können bei dauerhafter Anwendung sowohl die angeborene, als auch die erworbene Immunität schwächen. Es wird vermutet, dass dies durch eine Interaktion mit den auf Immunzellen befindlichen Opioidrezeptoren zusammenhängt. Dieser Effekt ist jedoch eine unerwünschte Wirkung.

## Weiterführende Literatur
- J. F. Gummert, T. Ikonen, R. E. Morris: Newer immunosuppressive drugs: a review. In: JASN. Band 10, Nummer 6, Juni 1999, S. 1366–1380, ISSN 1046-6673. PMID 10361877. (Review).